# Salvelinus gritzenkoi
Salvelinus gritzenkoi és una espècie de peix de la família dels salmònids i de l'ordre dels salmoniformes.